# Strange Angels
Strange Angels è il quinto album di Laurie Anderson, pubblicato nel 1989.
Tutte le musiche e i testi sono di Laurie Anderson ad eccezione di The Day of the Devil (che è scritta insieme con Peter Laurence Gordon).
Laurie Anderson in questo album attenua il suo ruolo di performance artist e cerca una propria dimensione come musicista. Benché la musica sia sempre stata parte delle sue performance, è con questo album che viene per la prima volta messa in primo piano. A differenza dei lavori precedenti, l'album è quasi completamente cantato; l'uscita fu posticipata di un anno a seguito della decisione della Anderson di prendere lezioni di canto, in cui scoprì di avere una voce da mezzosoprano.
Alle voci dell'album partecipa Bobby McFerrin. La copertina è di Robert Mapplethorpe, morto alcuni mesi prima dell'uscita dell'album.
L'album ha ricevuto una nomination ai Grammy Award come miglior album di musica alternativa.
Del brano "Beautiful Red Dress" è stata fatta una cover in portoghese dalla cantante brasiliana Marina Lima, intitolata "Vestidinho Vermelho" e pubblicata nel 2006.

## Tracce
1. Strange Angels – 3:51
2. Monkey's Paw – 4:33
3. Coolsville – 4:34
4. Ramon – 5:03
5. Babydoll – 3:38
6. Beautiful Red Dress – 4:43
7. The Day the Devil – 4:00
8. The Dream Before – 3:03
9. My Eyes – 5:29
10. Hiawatha – 6:53